# Vitamin String Quartet
Das Vitamin String Quartet ist ein Streichquartett –  mit der für ein klassisches Quartett üblichen Besetzung von zwei Violinen, Viola und Violoncello – aus Los Angeles. Es existiert seit 1999.
Das Quartett ist vor allem für seine Tributealben in der Reihe String Quartet Tribute mit Covern von Musikstücken aus den Bereichen Rockmusik und Popmusik bekannt. Produzent ist der Violist Tom Tally. Die Aufnahmen werden auf Vitamin Records veröffentlicht. Insgesamt hat das Vitamin String Quartet mehrere hundert Alben veröffentlicht.